# Бетті Вілсон
Бетті Ентрі Вілсон (англ. Bettie Antry Wilson, уроджена Резерфорд (англ. Rutherford), нар. 13 вересня 1890, Бентон, Міссісіпі, США — пом. 13 лютого 2006, Нью-Олбані, Міссісіпі, США) — американська довгожителька, яка на момент своєї смерті була третьою найстарішою повністю верифікованою людиною в світі, після Марії Естер де Каповільї та Елізабет Болден.

## Життєпис
Бетті Ентрі Резерфорд народилася 13 вересня 1890 року в окрузі Бентон, штат Міссісіпі, в сім'ї колишніх рабів Соломона та Делії Резерфорд. Вона була наймолодшою серед її дев'яти братів і сестер. Майже не отримавши освіти, Бетті самостійно навчилася читати й писати. В шлюбі з Руфусом Роджерсом вона народила сина Віллі. Після смерті Руфуса, у 1922 році Бетті вийшла заміж за преподобного Дьюї Вілсона, і народила ще 2 дітей. Вони залишалися одруженими протягом 72 років аж до його смерті у віці 93 років.
Бетті Вілсон померла від серцевої недостатності 13 лютого 2006 року. Вона пережила свого сина Віллі Роджерса. Бетті померла всього за три дні до смерті ще однієї довгожительки з Міссісіпі, Сьюзі Гібсон, яка померла 16 лютого 2006 року, також у віці 115 років.
Станом на 2 травня 2018 року, проживши 115 років і 153 дні, Бетті Вілсон є найстарішою повністю верифікованою людиною в історії штату Міссісіпі, а також займає 32 місце в списку найстаріших людей в історії.